# Kościół Świętych Apostołów Piotra i Pawła w Krotoszynie
Kościół Świętych Apostołów Piotra i Pawła w Krotoszynie – kościół rzymskokatolicki w mieście Krotoszyn, w województwie wielkopolskim. Należy do dekanatu Krotoszyn diecezji kaliskiej.

## Historia, architektura i wyposażenie
Trynitarzy bosych sprowadził do Krotoszyna w 1731 r. ówczesny właściciel miasta, wojewoda kijowski Józef Potocki. W latach 1766–1772, na miejscu rozebranego kościoła drewnianego, wystawiono murowaną świątynię. Fundatorką gmachu była Ludwika z Mniszchów Potocka, wdowa Józefa Potockiego.
Jest to świątynia potrynitarska wybudowana w stylu barokowym w latach 1767-1774 według projektu Karola Marcina Frantza. Posiada dwuprzęsłową nawę i prezbiterium zamknięte kolistą absydą. Wyposażenie wnętrza w stylu późnobarokowym, m.in. ambona w kształcie łodzi z masztem i rozdętym żaglem, wiosłami, kotwicą i sieciami.